# Rimavské Janovce
Rimavské Janovce é um município da Eslováquia, situado no distrito de Rimavská Sobota, na região de Banská Bystrica. Tem 26,1 km² de área e sua população em 2018 foi estimada em 1.358 habitantes.

## Demografia
| Ano:        | 1994 | 2004   | 2014   | 2024    |
| ----------- | ---- | ------ | ------ | ------- |
| Broj ljudi: | 1196 | 1236   | 1356   | 1495    |
| Razlika:    |      | +3,34% | +9,70% | +10,25% |

| Ano:               | 2023 | 2024   |
| ------------------ | ---- | ------ |
| Número de pessoas: | 1456 | 1495   |
| Diferença:         |      | +2,67% |